# Свети Спиридон (Грчка)
Свети Спиридон (грч. Άγιος Σπυρίδωνας, Ајос Спиридонас) је насељено место у општини Дион-Олимп у периферији Средишња Македонија, Грчка. Према попису из 2021. године било је 1.377 становника.
Свети Спиридон је некада био колибарско насеље које су подигли мештани села Кондариотиса. На попису из 1913. године Свети Спиридон је имао 359 становника. Село се раније звало Каливија Кондариотисис.